# Julien Vallou de Villeneuve
Pour les articles homonymes, voir Villeneuve.
Julien Vallou de Villeneuve, né à Boissy-Saint-Léger le 12 décembre 1795 et mort à Paris le 4 mai 1866, est un peintre, lithographe et photographe français.

## Biographie
Julien Vallou de Villeneuve est né le 12 décembre 1795 à Boissy-Saint-Léger dans une famille aisée. Il est le frère de Théodore Ferdinand Vallou de Villeneuve, dramaturge, auteur d'une centaine de pièces de théâtre. Tous deux ont toujours été à l'abri du besoin.
Il fait ses débuts au Salon de 1824. Il se dit lui-même élève d'Ambroise Louis Garneray, lequel venait de rentrer de Londres, mais aussi du miniaturiste Frédéric Millet (1786-1859), de Jean-Baptiste Isabey et de François Alexandre Pernot. En 1827, il présente ses premiers travaux lithographiques, des scènes de genre (La Veuve du marin d'après Jean-Augustin Franquelin), inspirés des Pays-Bas et des peintres anglais. Il réside à cette époque à Paris rue Neuve-des-Petits-Champs. Les éditeurs parisiens pour ses planches sont Jeannin, Charpentier, Régnier (également graveur pour Le Musée de l'amateur), Rittner et Goupil, lesquels lui commandent au tournant des années 1830 des images dites « libres », sujets légers voire érotiques, sans jamais être pornographiques, publiées en albums, aux côtés entre autres d'Achille Devéria.

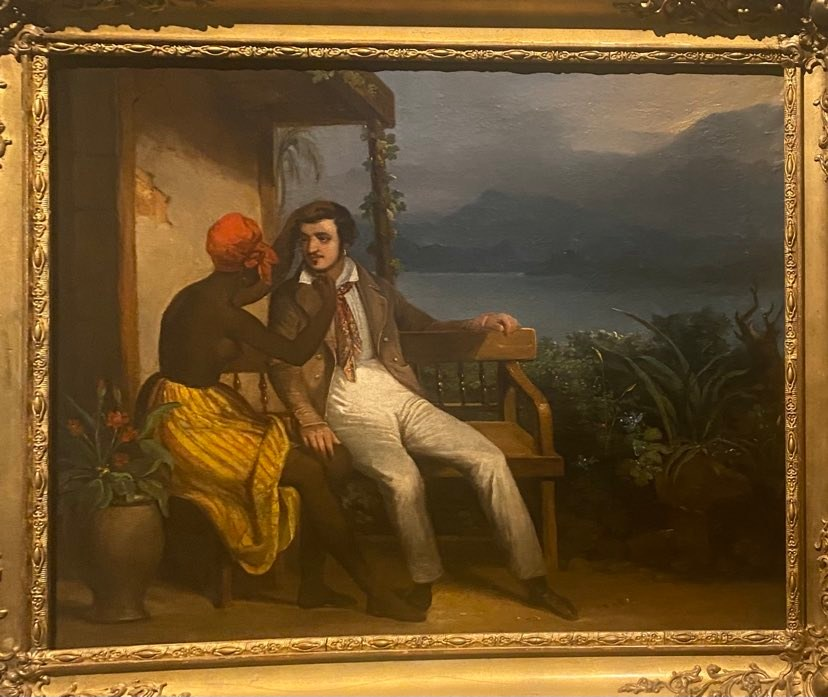
Petit maître que j'aime

Il expose ensuite régulièrement peintures, dessins, aquarelles et planches montrant des motifs inspirés de la vie quotidienne paysanne, ou figurant des costumes régionaux voire exotiques, et ce jusqu'en 1849. Petit maître que j’aime est une huile sur toile datant d'environ 1840. Cette peinture illustre une scène de vie à Saint Domingue et particulièrement une relation entre maître et esclave dans les plantations. On retrouve dans ce tableau le goût de l’exotisme, une idéalisation de la nature et la représentation sensuelle des corps féminins,. Ce tableau et particulièrement son titre met en avant la vision biaisée de la relation entre un maître et son esclave.
On compte aussi des scènes galantes, marquées par le goût bourgeois de l'époque, idéalisant le monde rural. En 1835, au salon Jouvenet de Rouen, il obtient une médaille d'or pour L'Amour sous les toits, que la critique juge néanmoins « trop bien léchées » et un peu mièvre.
Vallou de Villeneuve semble ne plus produire de peintures à partir de 1850-1851. Il se tourne vers la photographie peut-être dès 1849, initié par André Giroux. Il est membre de la jeune et éphémère Société héliographique, première association au monde d'amateurs de cette nouvelle technique qui souhaite désormais produire des vues artistiques, et non plus de simples portraits utilitaires. En 1854, il fait partie des cofondateurs de la Société française de photographie. Son studio, situé à Paris au 18, rue Bleue, produit un nombre important de clichés de nus féminins, d'après des modèles dont certains, selon Jean Adhémar, inspirèrent entre autres des compositions de Gustave Courbet, mais aussi des portraits de comédiens du Théâtre Français, ainsi que quelques paysages. On ne trouve cependant plus trace de son activité photographique après 1855.
Mort à Paris le 4 mai 1866, Julien Vallou de Villeneuve est enterré au cimetière du Père-Lachaise (31e division).

## Collections publiques
- L'Amour sur les toits, huile sur toile, 1834, Rouen, musée des beaux-arts[11].
- Petit Maître que j'aime, huile sur toile, avant 1849, Bordeaux, musée d'Aquitaine[12].
- New York, Metropolitan Museum of Art[Quoi ?].
- Paris, département des estampes et de la photographie de la Bibliothèque nationale de France : important fonds d'épreuves positives.

## Galerie
Les nus féminins de Vallou de Villeneuve sont originellement tirés chez Lemercier à Paris d'après des négatifs et qualifiés d' « études d'après nature ».

Photographies de Julien Vallou de Villeneuve, Paris, département des estampes et de la photographie de la Bibliothèque nationale de France
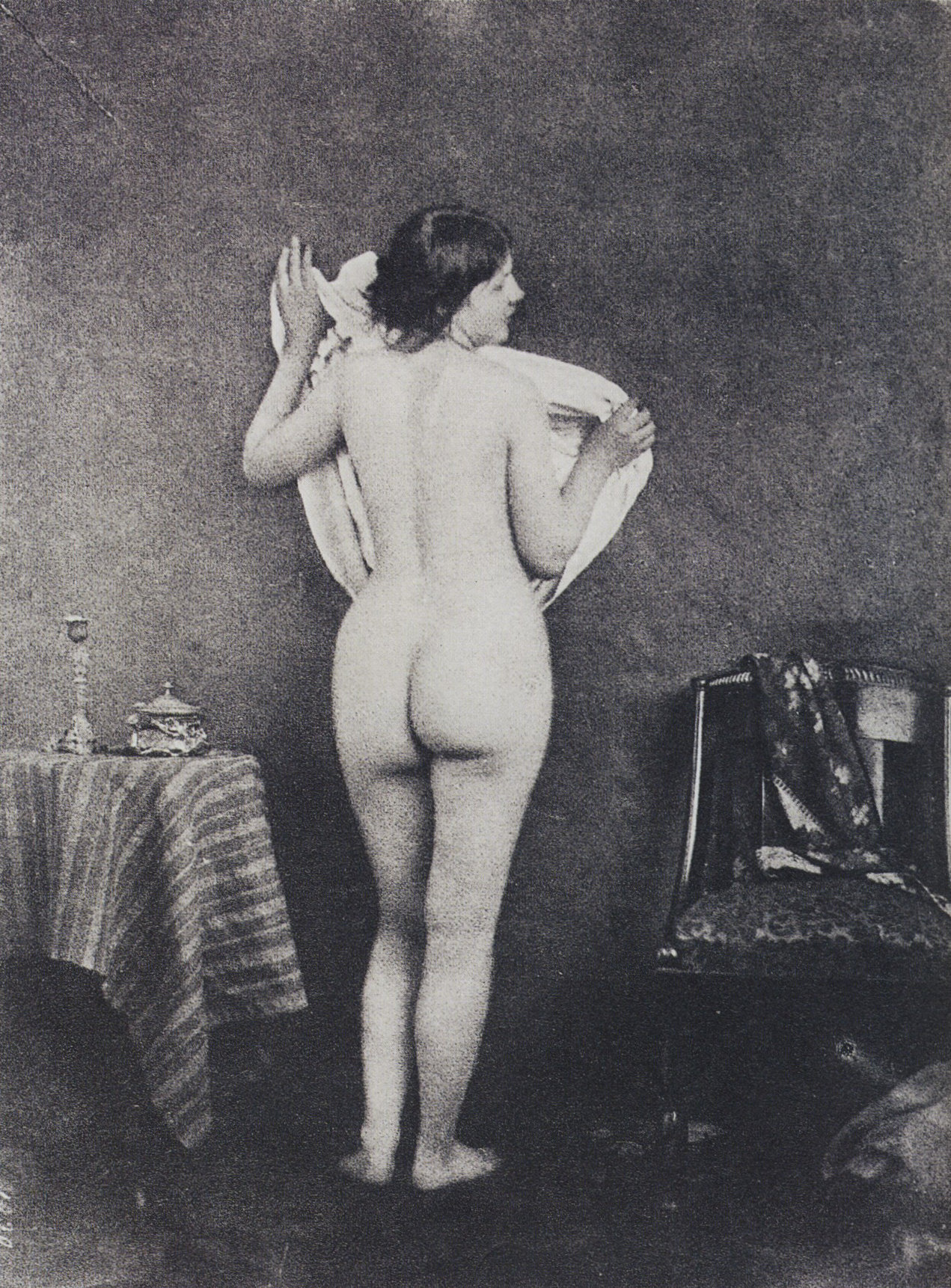
Étude d'après nature, nu n°1927 (1853).
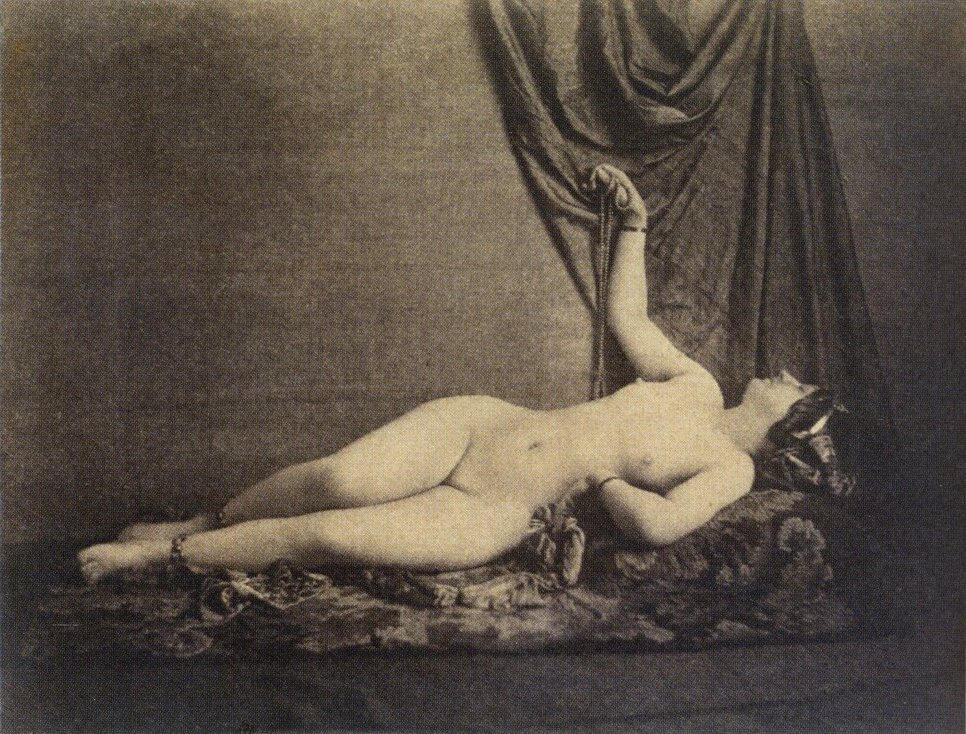
Étude d'après nature, nu n°1939 (1853).
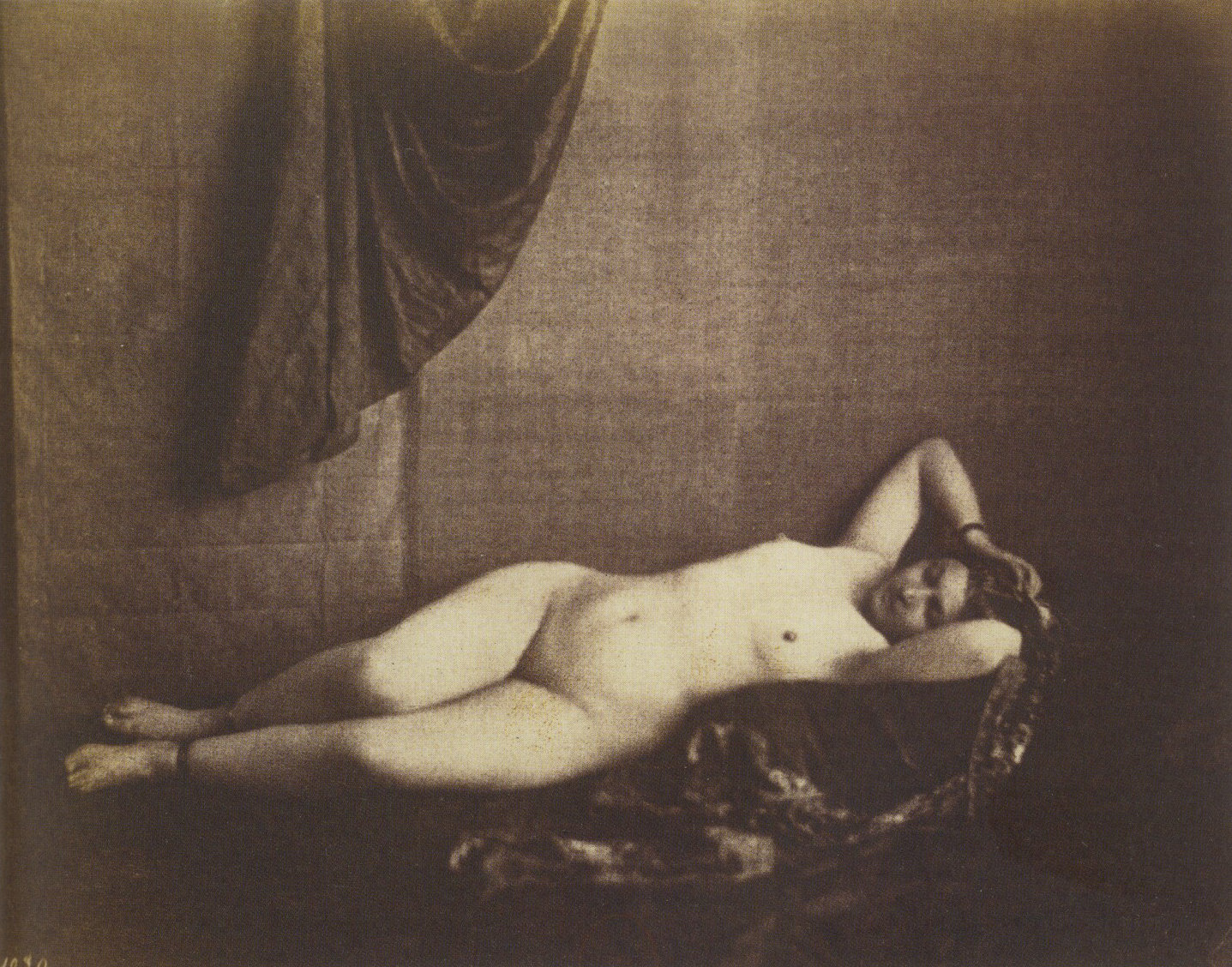
Étude d'après nature, nu n°1940 (1853).
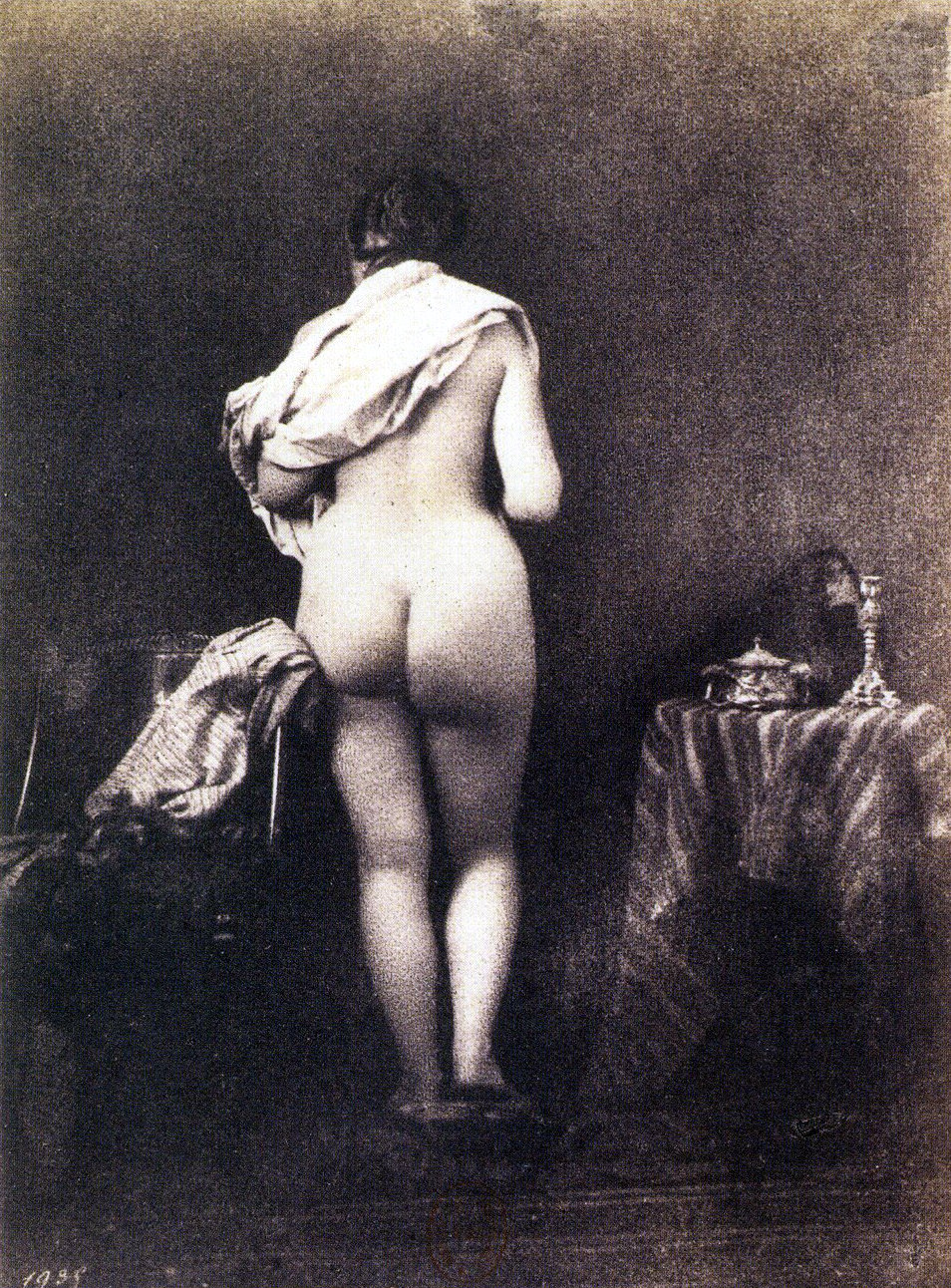
Étude d'après nature, nu n°1935, modèle pour « Les Baigneuses » (1853).
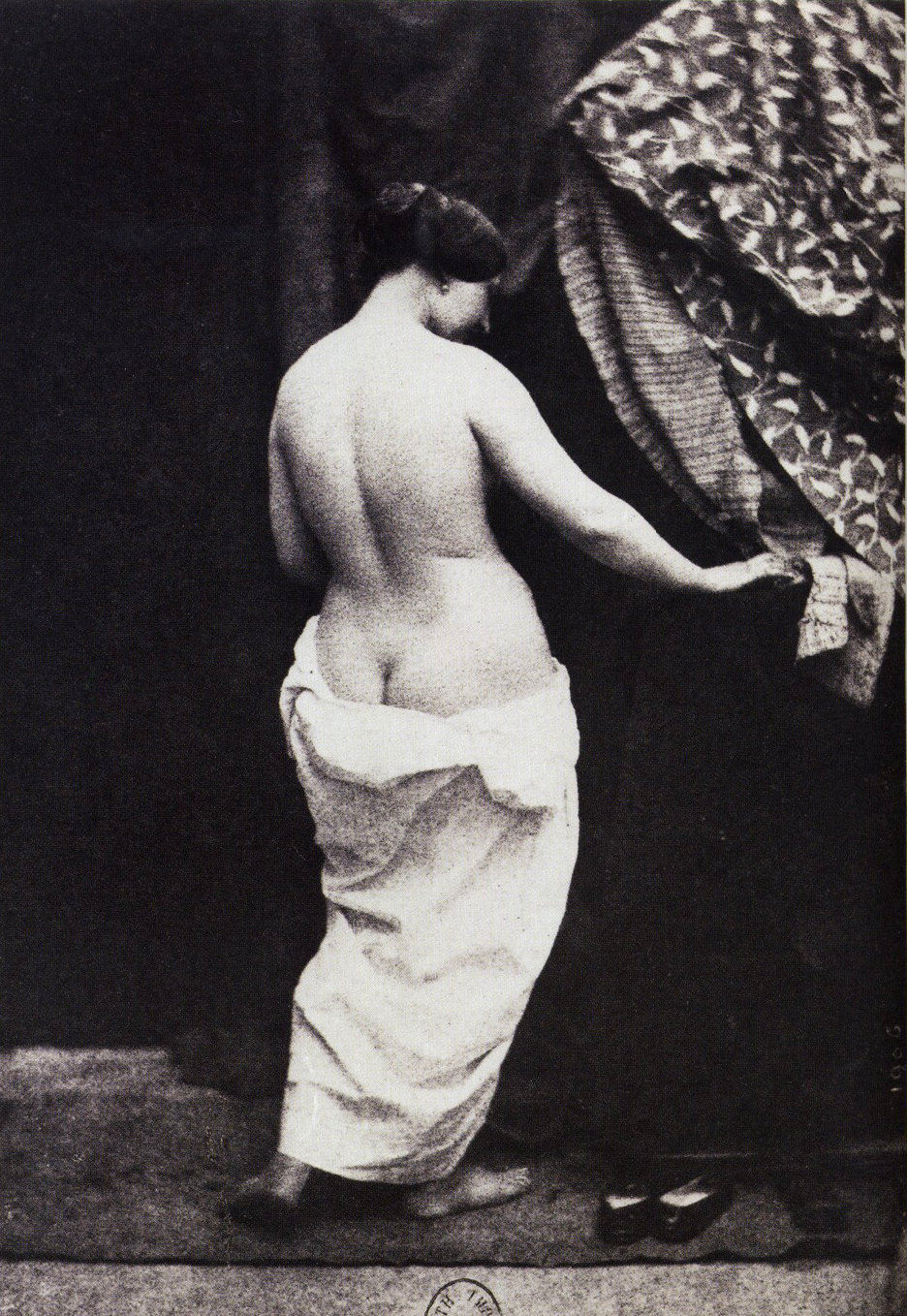
Étude d'après nature, nu n°1906, modèle pour « Les Baigneuses » (1854).
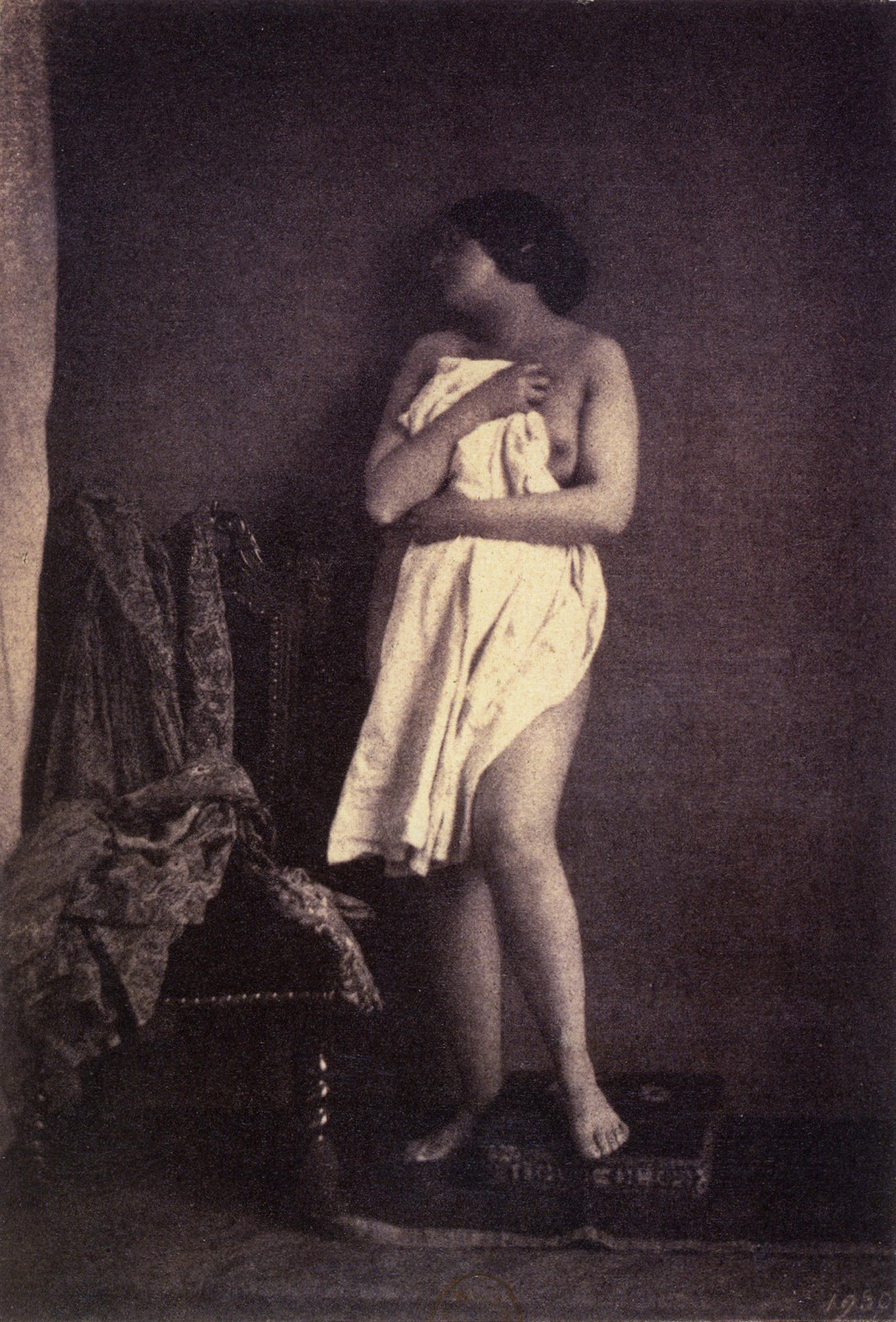
Étude d'après nature, nu n°1930, modèle pour « Les Baigneuses » (1854).